# Episodi di Yamishibai (prima stagione)
La prima stagione dell'anime Theatre of Darkness: Yamishibai, composta da 13 episodi, è andata in onda su TV Tokyo dal 14 luglio al 29 settembre 2013.

## Lista episodi
| Nº | Titolo italiano (tradotto) Giapponese 「Kanji」 - Rōmaji | In onda           | In onda |
| Nº | Titolo italiano (tradotto) Giapponese 「Kanji」 - Rōmaji | Giapponese        |         |
| 1  | La donna del talismano 「お札女」 - Ofuda Onna           | 14 luglio 2013    |         |
| 2  | Zanbai 「惨拝」 - Zanbai                                 | 21 luglio 2013    |         |
| 3  | La regola di famiglia 「家訓」 - Kakun                   | 21 luglio 2013    |         |
| 4  | Capelli 「かみ」 - Kami                                  | 4 agosto 2013     |         |
| 5  | Il prossimo piano 「異階」 - Ikai                        | 11 agosto 2013    |         |
| 6  | Lo scaffale superiore 「網棚」 - Amidana                 | 18 agosto 2013    |         |
| 7  | Contraddizione 「矛盾」 - Mujun                          | 25 agosto 2013    |         |
| 8  | La dea dell'ombrello 「傘神様」 - Kasa Kamisama          | 1º settembre 2013 |         |
| 9  | Maledetta 「祟られ」 - Tatarare                          | 1º settembre 2013 |         |
| 10 | La luna 「月」 - Tsuki                                   | 8 settembre 2013  |         |
| 11 | Video 「ビデオ」 - Bideo                                 | 15 settembre 2013 |         |
| 12 | Tomonari-kun 「トモナリクン」 - Tomonari-kun             | 22 settembre 2013 |         |
| 13 | Il posseduto 「疼憑き」 - Tōtsuki                        | 29 settembre 2013 |         |